# Eurovision Song Contest 1957
Der 2. Grand Prix Eurovision de la Chanson Européenne, so der offizielle Titel in diesem Jahr, fand am 3. März 1957 im Großen Sendesaal des Hessischen Rundfunks in Frankfurt am Main statt, nachdem sich dieser Fernsehsender zur Durchführung der Veranstaltung bereit erklärt hatte. Die Schweiz hatte es abgelehnt, die Sendung im Folgejahr zu organisieren. Moderatorin war die Schauspielerin Anaid Iplicjian.

## Teilnehmer

Teilnehmende Länder

Bei dem zweiten Eurovision Song Contest nahmen neben den sieben Teilnehmern aus dem Vorjahr drei weitere teil: das Vereinigte Königreich, Dänemark und Österreich. Daraufhin entschied sich die EBU, nur noch ein Lied aus jedem Land zuzulassen.

### Wiederkehrende Interpreten
| Land        | Interpret     | Vorherige(s) Teilnahmejahr(e) |
| ----------- | ------------- | ----------------------------- |
| Niederlande | Corry Brokken | 1956                          |
| Schweiz     | Lys Assia     | 1956                          |

### Dirigenten
Jedes Lied wurde mit Live-Musik begleitet – folgende Dirigenten leiteten das Große Tanz- und Unterhaltungsorchester des Hessischen Rundfunks bei dem/den jeweiligen Land/Ländern (der musikalische Leiter des Gastgebers ist unterstrichen):
- Belgien – Willy Berking a
- Luxemburg – Willy Berking a
- Vereinigtes Königreich – Eric Robinson
- Italien – Armando Trovajoli
- Österreich – Carl de Groof
- Niederlande – Dolf van der Linden
- BR Deutschland – Willy Berking a
- Frankreich – Paul Durand
- Dänemark – Kai Mortensen
- Schweiz – Willy Berking a

## Abstimmungsverfahren
Das Abstimmungsverfahren war gegenüber 1956 neu gestaltet worden. In den einzelnen Ländern saßen jeweils 10 Jurymitglieder mit einer Stimme je Lied. Die Ergebnisse wurden telefonisch und öffentlich nach Frankfurt am Main übermittelt.

## Platzierungen
| Platz | Startnr. | Land                   | Interpret                      | Lied Musik (M) und Text (T)                                      | Sprache        | Übersetzung (Inoffiziell)                | Punkte |
| ----- | -------- | ---------------------- | ------------------------------ | ---------------------------------------------------------------- | -------------- | ---------------------------------------- | ------ |
| 01.   | 06       | Niederlande            | Corry Brokken                  | Net als toen M: Guus Jansen; T: Willy van Hemert                 | Niederländisch | Genau wie damals                         | 31     |
| 02.   | 08       | Frankreich             | Paule Desjardins               | La belle amour M: Guy Lafarge; T: Francis Carco                  | Französisch    | Die schöne Liebe                         | 17     |
| 03.   | 09       | Dänemark               | Birthe Wilke & Gustav Winckler | Skibet skal sejle i nat M: Erik Fiehn; T: Poul Sørensen          | Dänisch        | Das Schiff soll heute Abend segeln gehen | 10     |
| 04.   | 02       | Luxemburg              | Danièle Dupré                  | Tant de peine M: Jean-Pierre Kemmer; T: Jacques Taber            | Französisch    | So viel Schmerz                          | 08     |
| 04.   | 07       | BR Deutschland         | Margot Hielscher               | Telefon, Telefon M: Friedrich Meyer; T: Ralph Maria Siegel       | Deutsch b      | –                                        | 08     |
| 06.   | 04       | Italien                | Nunzio Gallo                   | Corde della mia chitarra M: Mario Ruccione; T: Giuseppe Fiorelli | Italienisch    | Saiten auf meiner Gitarre                | 07     |
| 07.   | 03       | Vereinigtes Königreich | Patricia Bredin                | All M: Reynell Wreford; T: Alan Stranks                          | Englisch       | Alles                                    | 06     |
| 08.   | 01       | Belgien                | Bobbejaan Schoepen             | Straatdeuntje M: Harry Frekin; T: Eric Franssen                  | Niederländisch | Straßenmelodie                           | 05     |
| 08.   | 10       | Schweiz                | Lys Assia                      | L’enfant que j’étais M: Géo Voumard; T: Émile Gardaz             | Französisch    | Das Kind, das ich war                    | 05     |
| 10.   | 05       | Österreich             | Bob Martin                     | Wohin, kleines Pony? M: Kurt Svab; T: Kurt Svab, Hans Werner     | Deutsch        | –                                        | 03     |

### Punktetafel

Karte der Punktevergabe für den Siegertitel aus den Niederlanden nach Ländern

| Land | Abstimmungsergebnisse | Abstimmungsergebnisse | Abstimmungsergebnisse | Abstimmungsergebnisse | Abstimmungsergebnisse | Abstimmungsergebnisse | Abstimmungsergebnisse | Abstimmungsergebnisse | Abstimmungsergebnisse | Abstimmungsergebnisse | Abstimmungsergebnisse | Abstimmungsergebnisse |
| Land | Punkte                | CH                    | DK                    | FR                    | DE                    | NL                    | AT                    | IT                    | UK                    | LU                    | BE                    | Votings               |
| --- | --------------------- | --------------------- | --------------------- | --------------------- | --------------------- | --------------------- | --------------------- | --------------------- | --------------------- | --------------------- | --------------------- | --------------------- |
| Belgien | 05                    | 1                     | 2                     | –                     | 2                     | –                     | –                     | –                     | –                     | –                     |                       | 3                     |
| Luxemburg | 08                    | –                     | –                     | –                     | –                     | –                     | 3                     | 4                     | 1                     |                       | –                     | 3                     |
| Vereinigtes Königreich                                                                                                 | 06                    | 2                     | –                     | –                     | –                     | 1                     | 1                     | –                     |                       | 1                     | 1                     | 5                     |
| Italien | 07                    | –                     | 1                     | –                     | –                     | 2                     | –                     |                       | 2                     | 1                     | 1                     | 5                     |
| Österreich | 03                    | –                     | –                     | –                     | –                     | 1                     |                       | –                     | 2                     | –                     | –                     | 2                     |
| Niederlande | 31                    | 7                     | 3                     | 4                     | 1                     |                       | 6                     | 1                     | 1                     | 3                     | 5                     | 9                     |
| BR Deutschland | 08                    | –                     | –                     | 6                     |                       | –                     | –                     | 1                     | –                     | –                     | 1                     | 3                     |
| Frankreich | 17                    | –                     | 2                     |                       | 6                     | 1                     | –                     | –                     | 2                     | 4                     | 2                     | 6                     |
| Dänemark | 10                    | –                     |                       | –                     | –                     | 5                     | –                     | 3                     | 2                     | –                     | –                     | 3                     |
| Schweiz | 05                    |                       | 2                     | –                     | 1                     | –                     | –                     | 1                     | –                     | 1                     | –                     | 4                     |
| Die Tabelle ist senkrecht nach der Auftrittsreihenfolge geordnet, waagerecht nach der chronologischen Punkteverlesung. |                       |                       |                       |                       |                       |                       |                       |                       |                       |                       |                       |                       |

## Sonstiges
- Erstmals wurden die Punkte präsentiert.
- Die Schweiz durfte als erstes Land überhaupt ihr Voting telefonisch übermitteln und präsentieren.
- Es ist der ESC, der zur frühesten Uhrzeit ausgestrahlt wurde.
- Der ganze Song Contest dauerte insgesamt nur 70 Minuten.
- BR Deutschland: Bei dem Beitrag Telefon, Telefon nutzte Margot Hielscher ein Telefon auf der Bühne.
- Italien,  Niederlande und  Vereinigtes Königreich: Italiens Beitrag war über fünf Minuten, der Beitrag der Niederlande über vier Minuten; der Beitrag aus dem Vereinigte Königreich war weniger als zwei Minuten lang.
- Österreich: Österreich nahm zum ersten Mal teil und belegte den letzten Platz.
- Von diesem Song Contest gibt es noch Bildmaterial.
- Regie führte Michael Kehlmann.[2]

## Übertragung
| Land                      | Sender                 | Moderation/Kommentar   |
| Teilnehmende Länder       | Teilnehmende Länder    | Teilnehmende Länder    |
| ------------------------- | ---------------------- | ---------------------- |
| Belgien                   | RTBF                   |                        |
| Belgien                   | VRT                    |                        |
| BR Deutschland            | ARD                    | Wolf Mittler           |
| Dänemark                  | Statsradiofonien TV    | Svend Pedersen         |
| Dänemark                  | Program 2              | Svend Pedersen         |
| Frankreich                | ORTF                   | Robert Beauvais        |
| Frankreich                | Paris-Inter            |                        |
| Italien                   | Programma Nazionale    | Bianca Maria Piccinino |
| Italien                   | Secondo Programma      | Bianca Maria Piccinino |
| Luxemburg                 | Télé Luxembourg        |                        |
| Niederlande               | NPO 1                  | Piet te Nuyl Jr.       |
| Österreich                | ORF                    | Wolf Mittler           |
| Schweiz                   | SF 1                   |                        |
| Schweiz                   | TSR                    |                        |
| Schweiz                   | DRS 1                  |                        |
| Schweiz                   | RSR 1                  |                        |
| Schweiz                   | Rete Uno               |                        |
| Vereinigtes Königreich    | BBC Television Service | Berkeley Smith         |
| Nicht Teilnehmende Länder |                        |                        |
| Monaco                    | Radio Monte-Carlo      |                        |
| Schweden                  | Sveriges Television    | Nils Linman            |